# مطار ولانغاب
مطار ولانغاب (بالصينية: 乌兰察布机场) مطار عام يقع بمدينة اولانتشاب في منغوليا الداخلية في الصين. يبلغ طول المدرج 2600 م . حصل المطار على موافقة من مجلس الدولة الصيني واللجنة العسكرية المركزية في 31 يوليو 2013. وافتتح المطار في 25 أبريل 2016.

## شركات الطيران والوجهات
| شركـات طيـران    | الوجهات                                          |
| ---------------- | ------------------------------------------------ |
| طيران الصين      | مطار هانغتشو شياوشان الدولي، مطار تشنغتشو الدولي |
| Donghai Airlines | مطار شينزين باوان الدولي، مطار تشنغتشو الدولي    |

## وصلات خارجية
- http://www.flightstats.com/go/Airport/airportDetails.do?airportCode=